# مورفی (تگزاس)
مورفی، تگزاس(به انگلیسی: Murphy, Texas) شهری در ایالت تگزاس از ایالات جنوبی ایالات متحده آمریکا است. در سرشماری سال ۲۰۰۰، جمعیت این شهر ۳۰۹۹ نفر اعلام شد.